# زارگز
زارگز ، روستایی در دهستان فخررود بخش قهستان شهرستان درمیان استان خراسان جنوبی ایران است و در فاصله ۶۵ کیلومتری بیرجند قرار دارد.
زارگز. [ گ َ ] (اِخ) دهی است از دهستان فخررود بخش قهستان شهرستان درمیان. ۳۶هزارگزی شمال باختری درمیان و ۸۶هزارگزی جنوب باختری راه بیرجند.

## جمعیت
بر پایه سرشماری عمومی نفوس و مسکن در سال ۱۳۹۰ جمعیت این روستا ۵۱۲ نفر (در ۱۴۰ خانوار) بوده است.